# Азясь
Азясь — река в России, протекает по Мокшанскому району Пензенской области. Устье реки находится в 620 км от устья Мокши по левому берегу. Длина реки составляет 40 км, площадь водосборного бассейна — 300 км².
Исток реки у посёлка Отрадный на границе с Каменским районом. В верховьях течёт на юго-восток, затем поворачивает на северо-восток. Протекает село Успенское и деревни Заречный, Фатуевка, Азясь (все — Успенский сельсовет). Приток — Елшанка (левый). Впадает в Мокшу у села Богородское в 5 км западнее центра посёлка Мокшан.

## Данные водного реестра
По данным государственного водного реестра России относится к Окскому бассейновому округу, водохозяйственный участок реки — Мокша от истока до водомерного поста города Темников, речной подбассейн реки — Мокша. Речной бассейн реки — Ока.
Код объекта в государственном водном реестре — 09010200112110000026783.